# Kutakan
Kutakan – wieś w Armenii, w prowincji Gegharkunik. W 2011 roku liczyła 288 mieszkańców.